# Platte zwanenmossel
De platte zwanenmossel (Pseudanodonta complanata) is een zoetwatermossel.

## Beschrijving

### Schelpkenmerken

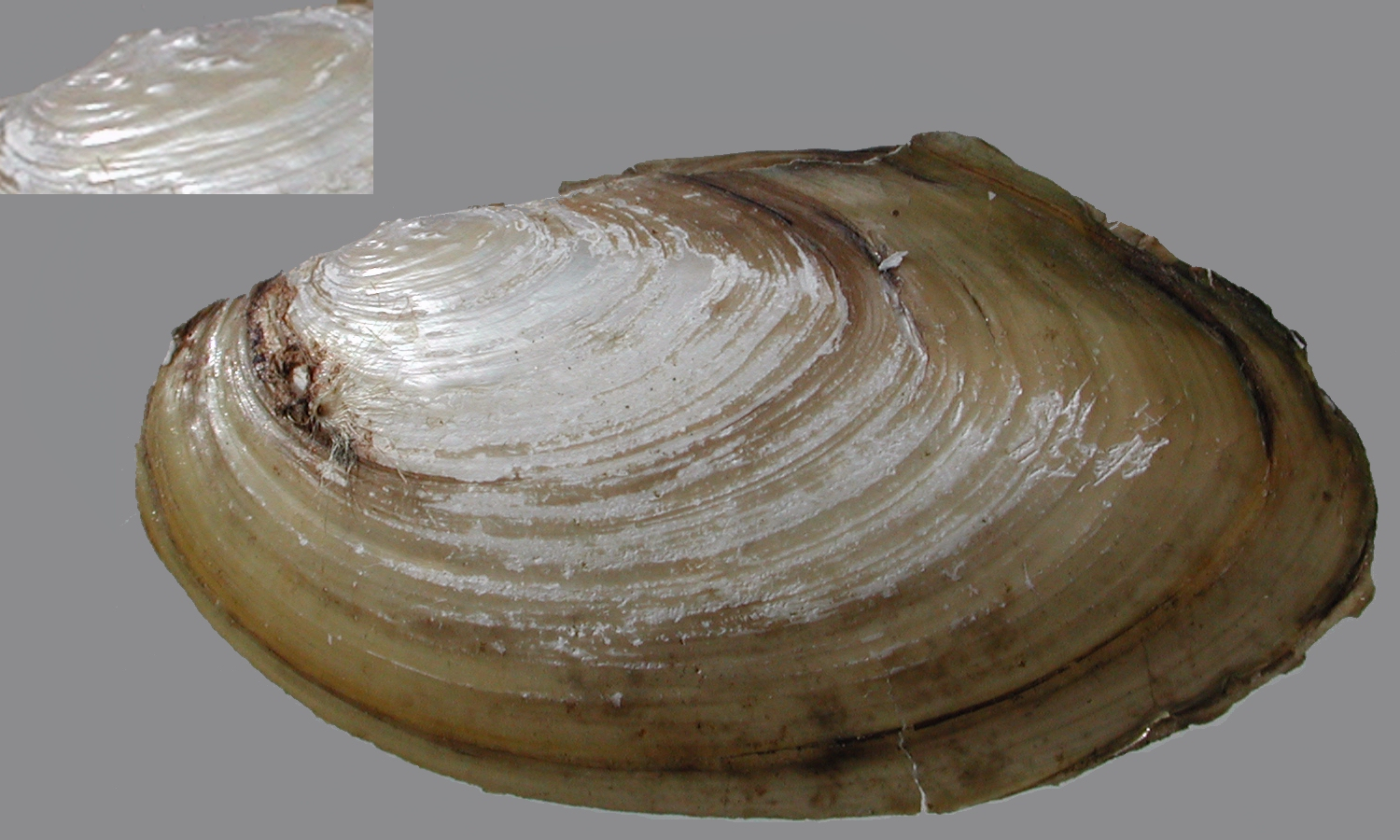
Platte zwanenmossel (Pseudanodonta complanata) aangespoeld op IJsselmeerstrand bij Medemblik. Met uitvergrote umbo met rugae.

De schelp is dunschalig en langgerekt, ongeveer tweemaal zo lang als breed. Ze lijkt veel op de zwanenmossel maar blijft kleiner en is naar verhouding langer.
Aan de buitenzijde bij de umbo bevinden zich de rugae die bij deze soort uit in een V-vorm gerangschikte kleine knobbeltjes bestaan.
Beide schelphelften sluiten aan voor- en achterzijde niet goed op elkaar aan, ze gapen. Net als bij de echte zwanenmossels ontbreken slottanden.
De kleur van het periostracum aan de buitenzijde varieert tussen geelgroen, groen en groenbruin. De binnenzijde heeft een hoge parelmoerglans.

### Afmetingen van de schelp
- lengte: 95 mm (zelden meer)
- hoogte: 50 mm
- diameter: 25 mm.

### Habitat en levenswijze
De platte zwanenmossel leeft bij voorkeur in zuurstofrijk water. Dat betekent dat hij in rivieren en in grote meren met veel golfslag te vinden is. Hij kan tot vrij grote waterdiepte voorkomen (ongeveer 11 m.).
Net als de meeste andere najaden leeft de platte zwanenmossel schuin ingegraven in de bodem. De gapende schelp wijst op een goed ontwikkelde voet. Dit komt van pas bij de verankering van het dier in de bodem in het vaak sterk bewogen water.

### Voortplanting
De voortplanting geschiedt, net als bij andere najaden, met behulp van glochidiën. Dit zijn larvale stadia die bij honderdduizenden per volwassen individu het water in gespoten worden en een poos als parasiet aan kieuwen of vinnen van een vis verblijven. Binnen ongeveer twee maanden worden alle organen ontwikkeld en verlaat de jonge schelp de vis.

### Areaal
Europa; Zeldzaam in Nederland en België.

### Fossiel Voorkomen
Uit Nederland niet fossiel bekend. In België bekend uit een Midden Holocene riviergeulvulling die ontsloten was in een havendok bij Beveren (Oost-Vlaanderen) in de buurt van Antwerpen. In Engeland ook uit Pleistocene afzettingen bekend.